# Gary Clark Jr.
Gary Lee Clark Jr. (ur. 15 lutego 1984 w Austin) – amerykański wokalista i gitarzysta. Najbardziej znany z połączenia muzyki bluesowej, rockowej i soulowej z elementami hip hopu. W 2011 r. podpisał kontrakt z Warner Bros Records i wydał EPkę The Bright Lights. Po niej ukazały się albumy Blak and Blu (2012) oraz The Story of Sonny Boy Slim (2015). Dzielił scenę z Erikiem Claptonem, B.B. Kingiem, The Rolling Stones oraz Tom Petty and the Heartbreakers. W 2014 roku Clark otrzymał nagrodę Grammy za najlepszy tradycyjny występ R&B za utwór „Please Come Home”. Jego najnowszy album This Land ukazał się 22 lutego 2019 roku.

## Życiorys
Gary Clark Jr. zaczął grać na gitarze w wieku dwunastu lat. Urodził się i wychował w Austin w Teksasie. Przez całe swoje nastoletnie lata dawał niewielkie koncerty, aż poznał promotora Clifforda Antone’a, właściciela Austin Antone Music Club. Antone był punktem wyjścia dla takich artystów jak Stevie Ray Vaughan czy Jimmie Vaughan. Wkrótce po spotkaniu z Cliffordem, Clark rozpoczął współpracę z wieloma ikonami muzycznymi, w tym z Jimmiem Vaughanem.
5 listopada 2014 r. ogłoszono, że Clark jest zaręczony z modelką Nicole Trunfio. Małżeństwo pobrało się w 2016 roku, mają dwójkę dzieci.

## Dyskografia

### Albumy studyjne
| Rok  | Dane dot. albumu                                                             | Pozycje na listach przebojów | Pozycje na listach przebojów | Pozycje na listach przebojów | Pozycje na listach przebojów | Pozycje na listach przebojów | Pozycje na listach przebojów | Pozycje na listach przebojów | Pozycje na listach przebojów | Pozycje na listach przebojów | Pozycje na listach przebojów |
| Rok  | Dane dot. albumu                                                             | UK                           | AUS                          | AUT                          | FIN                          | FRA                          | GER                          | IRL                          | NLD                          | NZ                           | USA                          |
| ---- | ---------------------------------------------------------------------------- | ---------------------------- | ---------------------------- | ---------------------------- | ---------------------------- | ---------------------------- | ---------------------------- | ---------------------------- | ---------------------------- | ---------------------------- | ---------------------------- |
| 2011 | Worry No More - Data: 2011 - Wydawca: Hotwire Unlimited                      | –                            | –                            | –                            | –                            | –                            | –                            | –                            | –                            | –                            | –                            |
| 2004 | 110 - Data: 2004 - Wydawca: Hotwire Unlimited                                | –                            | –                            | –                            | –                            | –                            | –                            | –                            | –                            | –                            | –                            |
| 2012 | Blak and Blu - Data: 22 października 2012 - Wydawca: Warner Bros.            | 44                           | 34                           | 38                           | 23                           | 93                           | 37                           | –                            | 6                            | 6                            | 6                            |
| 2015 | The Story of Sonny Boy Slim - Data: 11 września 2015 - Wydawca: Warner Bros. | 40                           | 18                           | 56                           | –                            | 126                          | 74                           | 85                           | 10                           | 13                           | 8                            |
| 2019 | This Land - Data: 22 lutego 2019 - Wydawca: Warner Bros.                     | 97                           | 23                           | 29                           | –                            | 139                          | 36                           | –                            | 50                           | –                            | 6                            |

### Minialbumy
| Dane dot. albumu                                                                 | Uwagi |
| -------------------------------------------------------------------------------- | --- |
| Gary Clark Jr. EP - Data: 2010 - Wydawca: Hotwire Unlimited                      | 1. Intro (1:37) 2. Bright Lights (5:11) 3. Don’t Owe You a Thang (3:33) 4. Please Come Home (5:05) 5. The Life (4:38) 6. Things Are Changing (3:48) 7. Outro (4:48) 8. Breakdown (4:16) |
| The Bright Lights EP - Data: 9 sierpnia 2011 - Wydawca: Warner Bros.             | 1. Bright Lights (5:24) 2. Don’t Owe You a Thang (3:35) 3. Things Are Changin’ (Live/Solo Acoustic) (4:31) 4. When My Train Pulls In (Live/Solo Acoustic) (8:13) |
| The Bright Lights – Australian Tour Edition - Data: 2012 - Wydawca: Warner Bros. | 1. Bright Lights (5:24) 2. Don’t Owe You a Thang (3:36) 3. Things Are Changin’ (Live/Solo Acoustic) (4:31) 4. When My Train Pulls In (Live/Solo Acoustic) (8:15) 5. Third Stone from the Sun / If You Love Me Like You Say – (Live in Charlottesville, VA) (12:34) 6. Bright Lights (Live in London, UK) (10:56) |